# Marcel Rodríguez-López
Marcel Rodríguez-López (* 29. září 1983) je americký hudebník-multiinstrumentalista. Je mladším bratrem hudebníka Omara Rodrígueze-Lópeze. V říjnu 2003 se stal členem bratrovy skupiny The Mars Volta, v níž původně hrál na perkuse, později též na klávesy a syntezátory. Hrál s ní až do roku 2012, kdy ukončila svou činnost. Také hrál na více než dvou desítkách sólových alb svého sourozence. Rovněž vydává svá vlastní alba, a to pod jménem Eureka the Butcher.